# Sitio de Alejandría (47 a. C.)
El sitio de Alejandría fue una serie de escaramuzas y combates que se produjeron entre las fuerzas de Cayo Julio César y Cleopatra VII Filopátor y las de Arsínoe IV y Ptolomeo XIII entre finales del 48 e inicios de 47 a. C. en el contexto de las guerras civiles que vivían la República de Roma y el Reino de Egipto.

## Antecedentes
Después de la batalla de Farsalia, César había derrotado al Senado romano y su campeón, Cneo Pompeyo Magno. La mayoría de las unidades pompeyanas se habían rendido o dispersado. El campeón escapó a Anfípolis y después a Pelusio, donde es asesinado por sus antiguos soldados, Aquilas y Lucio Septimio, por orden del eunuco Potino y Teodoto de Quíos, tutores del faraón Ptolomeo XIII, con la esperanza de agradar a César.

## Asedio
César quedó horrorizado por el asesinato, y lloró por quien alguna vez fue su aliado y yerno. También exigió el dinero que Roma había prestado al fallecido faraón Ptolomeo XII Auletes y decidió resolver la disputa por el trono que existía entre Ptolomeo XIII y su hermana, esposa y co-regente, Cleopatra VII. César optó por favorecer a esta última
Posteriormente, Aquilas y Potino decidieron resistir al romano. El primero reunió una hueste de 20.000 infantes y 2.000 jinetes que marchó sobre Alejandría. César no tenía fuerzas para oponerse y envió embajadores para negociar. Aquilas los ejecutó y eliminó toda posibilidad de paz, después ocupaba gran parte de la ciudad mientras la princesa Arsínoe escapaba de la ciudad para unirse a los rebeldes. En el 47 a. C. Arsínoe ordenó al eunuco Ganímides ejecutar a Aquilas, después el segundo tomó el mando del ejército.
Ganímides tuvo varios éxitos iniciales contra César, quien sólo tenía una legión que trajo (la Legio VI Ferrata) y algunas milicias italianas que se habían establecido por razones políticas en la ciudad en 55 a. C. Como el faraón estaba en manos de César, sus tutores negociaron el intercambio de Arsínoe por el de Ptolomeo XIII. Tras esto el asedio continuó hasta que arribaron los refuerzos de Mitrídates I de Pérgamo y Antípatro de Idumea.

## Consecuencias
Poco después se producía un nuevo enfrentamiento en que las fuerzas leales a Ptolomeo XIII fueron destruidas y el faraón murió ahogado cuando intentaba escapar. La corona quedó en manos de Cleopatra y el pequeño Ptolomeo XIV, hermano menor del anterior, como co-gobernantes. César pasó los siguientes dos meses visitando Egipto con la reina como su amante antes de marchar para vencer a Farnaces II del Ponto. Arsínoe fue enviada prisionera a Roma.